# Klein schorssteeltje
Klein schorssteeltje (Chaenotheca chlorella) is een soort uit het geslacht schorssteeltje (Chaenotheca). Het leeft in symbiose met de alg Stichococcus. Het komt voor op bomen.

## Determinatie
Klein schorssteeltje is een coniocarp met een korrelig, korstvormig thallus. Het thallus is (mint)groengrijs van kleur. Apotheciën zijn altijd aanwezig. De apotheciumsteel is dun, ± 1 mm hoog en zwart van kleur.

## Verspreiding
Klein schorssteeltje is Nederland vrij zeldzaam. De soort is alhier vooral te vinden op de hogere zandgronden in het binnenland. Het staat op rode lijst in de categorie 'Gevoelig'.